# Zdeněk Lukeš (horolezec)
Zdeněk Lukeš (23. června 1943 – 15. února 2016) byl český horolezec.
Mezi jeho největší výkony patří 1. zimní přechod celého masivu Tater bez přerušení a bez podpůrné skupiny spolu se Zdeňkem Kopelentem, Josefem Moulisem a Janem Machem, oceněný jako československý Výstup roku 1974.
Kvůli emigraci bratra Čestmíra nemohl v době své nejlepší formy 10 let vycestovat na Západ. Proto se jeho úsilí obrátilo do Rumunska a Bulharska, kde se podílel na prvním zimním matematickém přechodu Fagaraše v roce 1972, Pirinu na přelomu let 1974-1975 a Retezatu v roce 1978. Na konci 70 let již mohl vyjet s expedicí Ho Banka do Gahrwalského Himálaje, kde se zúčastnil tří prvovýstupů ve skupině Baghírati. Nejvýznamnější byl prvovýstup na Baghírati III (6456 m) severním hřebenem, vedený Leopoldem Páleníčkem, na vrchol vystoupil ještě Karel Jerhot. Výstup byl oceněn jako český výstup roku 1979.
V roce 1981 byl Zdeněk činný s expedicí HO Banka na Sinaji (prvovýstupy na Gebel Raba a Gebel Safsafa) a vystoupil na Killimanjaro (Uhuru). V rámci expedice Matča 1985 vystoupil na několik panenských vrcholů v oblasti Pamirolalaje převážně s Vilémem Hrdinou. V roce 1988 vystoupil na Pik Korženěvské Cetlinovou cestou. V roce 1994 vystoupil na vrchol Aconcaguy, přitom zachránil vyčerpaného italského horolezce.
Byl činný publicisticky, jeho články vyšly v polském Taterniku, německém Alpinismu, japonském Iwa to Yuki, britském Mountainu, americkém American Alpine Journalu a indickém Himalayan Journalu. Připravoval publikaci o historii západočeského lezení, kterou už nedokončil. Působil také v historické komisi ČHS, spolupracoval s Jiřím Novákem na knize o horolezectví v Himálaji. Těsně před svou smrtí připravil jako kurátor několik fotovýstav.

## Významné výstupy
- 1974 – Tatry 1. zimní přechod celého masivu Tater bez přerušení a bez podpůrné skupiny, ocenění Výstup roku ČHS
- 1979 – Indie, Gahrvál, Baghírati III) 6456 m, S hřeben, prvovýstup s Leopoldem Páleníčkem Karlem Jerhotem, oceněno jako český Výstup roku
- 1972 – 1 zimní přechod hlavního hřebene pohoří Fagaraš
- 1974-1975 – matematický přechod hřebene pohoří Pirin
- 1978 – matematický přechod hřebene pohoří Retezat